# Beni Hofer
Beni Hofer (Davos, 3 maggio 1978) è un ex sciatore alpino e sciatore freestyle svizzero.

## Biografia

### Stagioni 1995-2008
Hofer iniziò la sua carriera nello sci alpino: attivo in gare FIS dal dicembre del 1994, esordì in Coppa Europa il 7 dicembre 1999 a Valloire in slalom gigante (41º) e in Coppa del Mondo l'11 marzo 2000 a Hinterstoder nella medesima specialità, senza completare la prova. Nella stagione 2000-2001 in Coppa Europa conquistò in slalom gigante il primo podio, il 29 novembre a Levi (3º), e le sue due vittorie di carriera, il 25 gennaio a Courchevel e il 14 febbraio a Ravascletto.
Nel 2007 ottenne il miglior piazzamento in Coppa del Mondo, il 13 gennaio a Wengen in discesa libera (17º), e l'ultimo podio in Coppa Europa, il 9 febbraio a Sarentino in supercombinata (3º). Prese per l'ultima volta il via in Coppa del Mondo il 2 marzo 2008 a Kvitfjell in supergigante (54º) e la sua ultima gara nello sci alpino fu lo slalom gigante dei Campionati svizzeri 2008, disputato il 29 marzo a Davos e chiuso da Hofer all'11º posto; durante la sua carriera nella disciplina non prese parte a rassegne Giochi olimpici invernali o iridate.

### Stagioni 2009-2010
Dalla stagione 2008-2009 si dedicò al freestyle, specialità ski cross: debuttò nella disciplina in occasione della gara di Coppa Europa disputata il 21 dicembre a Grasgehren, senza completare la prova, ed esordì in Coppa del Mondo il 5 gennaio a Sankt Johann in Tirol/Oberndorf in Tirol (20º). Ai successivi Mondiali di Iwanashiro 2009, sua unica presenza iridata, si classificò 20º.
In Coppa del Mondo ottenne i migliori piazzamenti il 22 dicembre 2009 a San Candido e il 9 gennaio 2010 a Les Contamines (7º) e prese per l'ultima volta il via il 24 gennaio dello stesso anno a Lake Placid (46º). La sua ultima gara in carriera fu quella dei XXI Giochi olimpici invernali di Vancouver 2010, sua unica presenza olimpica, disputata il 21 febbraio e chiusa da Hofer al 32º posto.

## Palmarès

### Sci alpino

#### Coppa del Mondo
- Miglior piazzamento in classifica generale: 113º nel 2008

#### Coppa Europa
- Miglior piazzamento in classifica generale: 4º nel 2001
- 6 podi:
  - 2 vittorie
  - 4 terzi posti

##### Coppa Europa - vittorie
| Data             | Località    | Paese     | Specialità |
| ---------------- | ----------- | --------- | ---------- |
| 29 novembre 2000 | Levi        | Finlandia | GS         |
| 14 febbraio 2001 | Ravascletto | Italia    | GS         |

Legenda:

GS = slalom gigante

#### Campionati svizzeri
- 2 medaglie:
  - 2 bronzi (slalom gigante nel 2003; slalom gigante nel 2007)

### Freestyle

#### Coppa del Mondo
- Miglior piazzamento in classifica generale: 61º nel 2010
- Miglior piazzamento nella classifica di ski cross: 19º nel 2010